# Klaus-Peter Müller

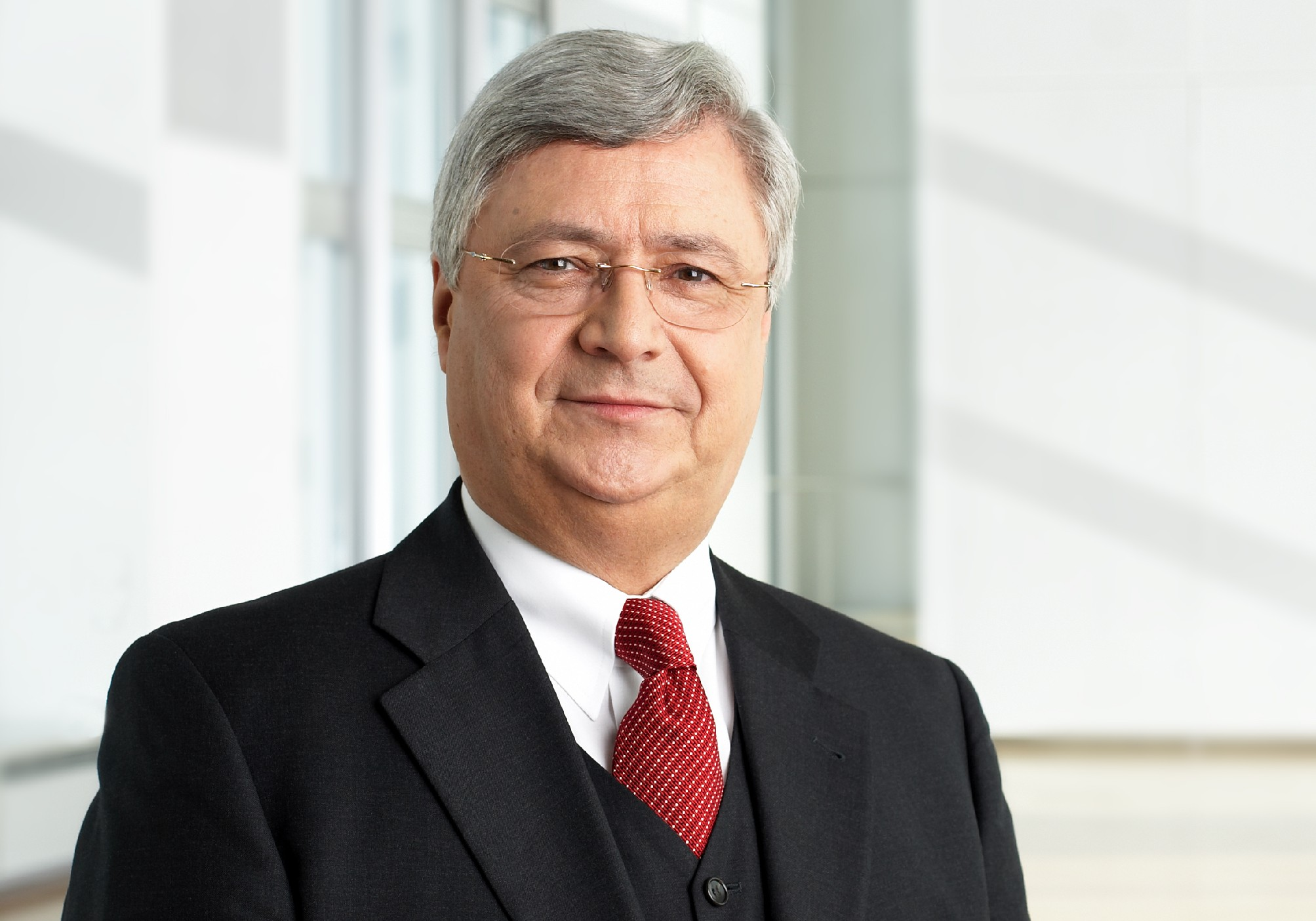
Klaus-Peter Müller (2018)

Klaus-Peter Müller (* 16. September 1944 in Duppach) ist ein deutscher Bankmanager. Von 2001 bis 2008 war er Vorstandssprecher und danach bis 2018 Aufsichtsratsvorsitzender der Commerzbank.

## Ausbildung
Klaus-Peter Müller ist der Sohn von Peter Müller, einem ehemaligen ehrenamtlichen Oberbürgermeister von Düsseldorf. Nach seiner Lehre im Bankhaus Friedrich Simon in Düsseldorf (1962–1964) absolvierte er seinen Wehrdienst (1964–1966), u. a. als Reserveoffiziersanwärter beim Sender der Truppe für Psychologische Verteidigung Radio Andernach. Sein letzter Dienstgrad war Oberleutnant der Reserve.

## Werdegang
1966 kam Müller als Mitarbeiter zur Commerzbank. Von 1966 bis 1968 arbeitete er in der Filiale Düsseldorf und von 1968 bis 1973 in New York. 1973 beauftragte ihn die Bank mit der Leitung der Filiale Düsseldorf, von 1977 bis 1982 war er Mitleiter der Filiale Duisburg. Von 1982 bis 1986 war er Mitleiter der Filiale in New York. Für die Jahre 1987 bis 1990 wurde er zum generalbevollmächtigten Leiter der Zentralen Abteilung für Firmenkunden in Frankfurt am Main ernannt, bevor er im Februar 1990 die Position als Leiter der Zentralen Abteilung „Aufbau Ost“ übernahm.
Seit dem 1. November 1990 war Müller Mitglied des Vorstands der Commerzbank, seit dem 25. Mai 2001 dessen Sprecher. 2006 übernahm die Commerzbank unter seiner Führung die Anteile der Deutschen Bank und der Allianz (Dresdner Bank) an der Eurohypo, dem damals größten europäischen Immobilien- und Staatsfinanzierer. Am 15. Mai 2008 wechselte Müller in den Aufsichtsrat der Commerzbank, sein Nachfolger als Vorstandsvorsitzender wurde Martin Blessing. 2009 wurde unter seiner Aufsicht die Übernahme der Dresdner Bank vollzogen.
Beide Übernahmen führten in Verbindung mit der globalen Wirtschafts- und Finanzkrise dazu, dass die Commerzbank Mittel des Finanzmarktstabilisierungsfonds in Anspruch nehmen musste. Auf Kritik an den Zukäufen reagierte Müller, der Erwerb der Dresdner Bank habe sich ich im Nachhinein als „unglücklich“ herausgestellt.
Am 17. Januar 2007 wurde Klaus-Peter Müller eine Honorarprofessur an der Frankfurt School of Finance & Management verliehen. Die Laudatio bei der Verleihung hielt unter anderem der ehemalige Bundespräsident Roman Herzog. Im selben Jahr fand auch der erste Celler Trialog zur Vertiefung der Beziehungen zwischen Wirtschaft, Politik und Bundeswehr auf Einladung von Klaus-Peter Müller und Generalmajor Wolf Langheld, Kommandeur der 1. Panzerdivision in Hannover, unter Schirmherrschaft vom damaligen Ministerpräsidenten Niedersachsens Christian Wulff statt.
Klaus-Peter Müller engagiert sich für die Prinzipien der Sozialen Marktwirtschaft. Im Jahr 2008 wurde Müller als Nachfolger von Gerhard Cromme Vorsitzender der vom Bundesministerium der Justiz im September 2001 eingesetzten Regierungskommission Deutscher Corporate Governance Kodex (Kommission für gute Unternehmensführung). Diese hatte sich zuletzt mit dem Thema der Vorstandsvergütungen in börsennotierten Aktiengesellschaften beschäftigt und sowohl eine Begrenzung der Gehälter als auch mehr Transparenz bei der Offenlegung der Vorstandsvergütung vorgeschlagen. Im Frühjahr 2013 erklärte Müller, den Kommissionsvorsitz niederzulegen.
Müller wurde im April 2015 vom deutschen Bundesministerium der Verteidigung beauftragt, im Rahmen der Kritik am Sturmgewehr G36 eine Expertengruppe zu leiten, die „nach Schwachstellen in der Organisationsstruktur des Ministeriums und der Bundeswehr suchen“ sollte.

## Mitgliedschaften (Auswahl)
aktuelle Tätigkeiten
- Ehrenvorsitzender des Aufsichtsrats der Commerzbank[10]
- Ehrenvorsitzender des Stiftungsrats der Frankfurt School of Finance & Management[11]
- Vorsitzender des Stiftungsrates der Commerzbank Stiftung[12]
- Beirat der Klüh Stiftung zur Förderung der Innovation in Wissenschaft und Forschung, Düsseldorf
- Beirat des Fußballbetriebs der Eintracht Frankfurt

vorherige Positionen
- Mitglied des Aufsichtsrats der Kreditanstalt für Wiederaufbau (bis 2009)[13]
- Präsident des Bundesverbandes deutscher Banken (2005–2009)
- Vorsitzender der Kommission zur Entwicklung des Deutschen Corporate Governance Kodex (2008–2013)
- Mitglied des Aufsichtsrats von Fresenius (2008–2021)[14]
- Stellvertretender Vorsitzender des Kuratoriums der DFL Stiftung (2008–2022)

## Auszeichnungen (Auswahl)
- 2004: Verleihung der Ehrendoktorwürde der Finanzuniversität der Regierung der Russischen Föderation
- 2005: Verleihung des Ehrenkreuzes der Bundeswehr in Gold, u. a. zur Anerkennung des Engagements für vertiefte Begegnungen zwischen Führungskräften der Bundeswehr und der Wirtschaft
- 2007: Honorarprofessor an der Frankfurt School of Finance & Management
- 2008: Ludwig-Erhard-Medaille in Gold des Wirtschaftsrates der CDU
- 2011: Großes Bundesverdienstkreuz
- 2018: Hessischer Verdienstorden